# Punts extrems de la Unió Europea

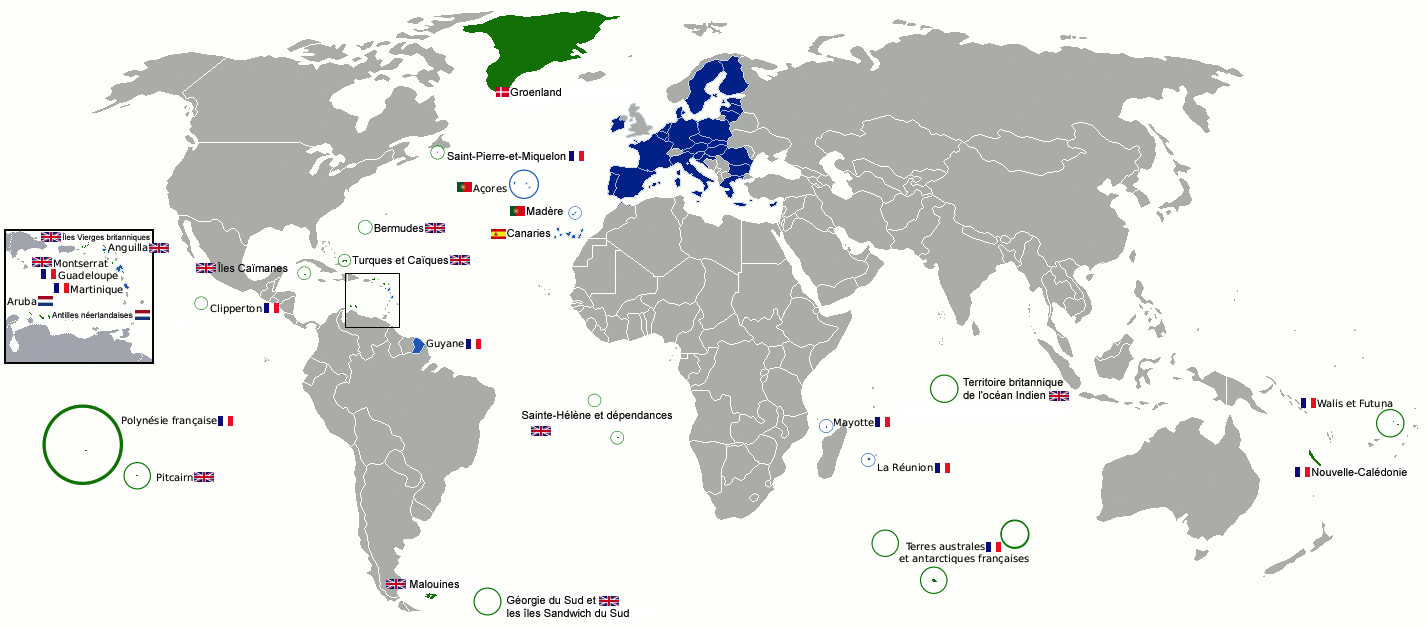
La Unió Europea en blau, en verd els territoris que no en formen part però depenen d'un dels seus estats membres.

Els punts extrems de la Unió Europea varien segons si es té en compte només el territori continental europeu o la totalitat dels territoris (incloent-hi les regions ultraperifèriques d'ultramar de la Unió Europea).

## Latitud i longitud

### Països contigus
Si només es té en compte el territori continental dels 21 països contigus de la Unió Europea (sense Xipre, Finlàndia, Irlanda, Malta i Suècia):
- Nord: Suurpea (Estònia) (59° 37′ N, 25° 42′ E / 59.617°N,25.700°E)
- Sud: Illa de Gavdos (Grècia) (34° 49′ N, 24° 7′ E / 34.817°N,24.117°E)
- Oest: Cabo da Roca (Portugal) (38° 47′ N, 9° 30′ O / 38.783°N,9.500°O)
- Est: Cap Sulina (Romania) (45° 10′ N, 29° 42′ E / 45.167°N,29.700°E)

### Europa continental
- Nord: Nuorgam (Finlàndia) (70° 5′ N, 27° 57′ E / 70.083°N,27.950°E)
- Sud: Punta de Tarifa (Espanya) (36° 0′ N, 5° 36′ O / 36.000°N,5.600°O)
- Oest: Cabo da Roca (Portugal) (38° 47′ N, 9° 30′ O / 38.783°N,9.500°O)
- Est: Virmajärvi (Finlàndia) (62° 55′ N, 31° 37′ E / 62.917°N,31.617°E)

### Territori a Europa
- Nord: Nuorgam (Finlàndia) (70° 5′ N, 27° 57′ E / 70.083°N,27.950°E)
- Sud: Illa de Gavdos (Grècia) (34° 49′ N, 24° 7′ E / 34.817°N,24.117°E)
- Oest: Rockall (57° 36′ N, 13° 42′ O / 57.600°N,13.700°O)[1]
- Est: Hagia Napa (Xipre) (34° 59′ N, 34° 5′ E / 34.983°N,34.083°E)[2]

### Totalitat del territori
Incloent-hi les regions ultraperifèriques de la Unió Europea, o territoris d'ultramar:
- Nord: Nuorgam (Finlàndia) (70° 5′ N, 27° 57′ E / 70.083°N,27.950°E)
- Sud: Saint-Joseph (Reunió) (21° 22′ S, 55° 37′ E / 21.367°S,55.617°E)
- Oest : Pointe du canonniers (Illa de Sant Martí) (18° 03′ N, 63° 09′ O / 18.050°N,63.150°O)
- Est: Sainte-Rose (Reunió) (21° 6′ S, 55° 47′ E / 21.100°S,55.783°E)

## Altitud
- Màxima: Mont Blanc (França) 4.810,4 m
- Mínima: Zuidplaspolder (Països Baixos) -6,76 m